# Caminha
Caminha (pronunciado kɐ'miɲɐ) es un municipio portugués del distrito de Viana do Castelo, región estadística del Norte (NUTS II) y comunidad intermunicipal de Alto Miño (NUTS III), con cerca de 2500 habitantes en el núcleo principal.
Es la sede del municipio con 129,66 km² de área y 15 800 habitantes (censo de 2021), subdividido en 14 freguesias. El municipio está limitado a nordeste por el municipio de Vila Nova de Cerveira, al oeste por Ponte de Lima, a sur por Viana do Castelo, al norte por España y a oeste por el océano Atlántico.

## Freguesias
Las freguesias de Caminha son las siguientes:
- Âncora
- Arga (Baixo, Cima e São João)
- Argela
- Caminha (Matriz) e Vilarelho
- Dem
- Gondar e Orbacém
- Lanhelas
- Moledo e Cristelo
- Riba de Âncora
- Seixas
- Venade e Azevedo
- Vila Praia de Âncora
- Vilar de Mouros
- Vile

## Patrimonio
- Iglesia Matriz de Caminha
- Forte da Ínsua
- Castelo de Caminha
- Chafariz do Terreiro
- Forte da Lagarteira
- Forte do Cão
- Cividade de Âncora
- Torre do Relógio

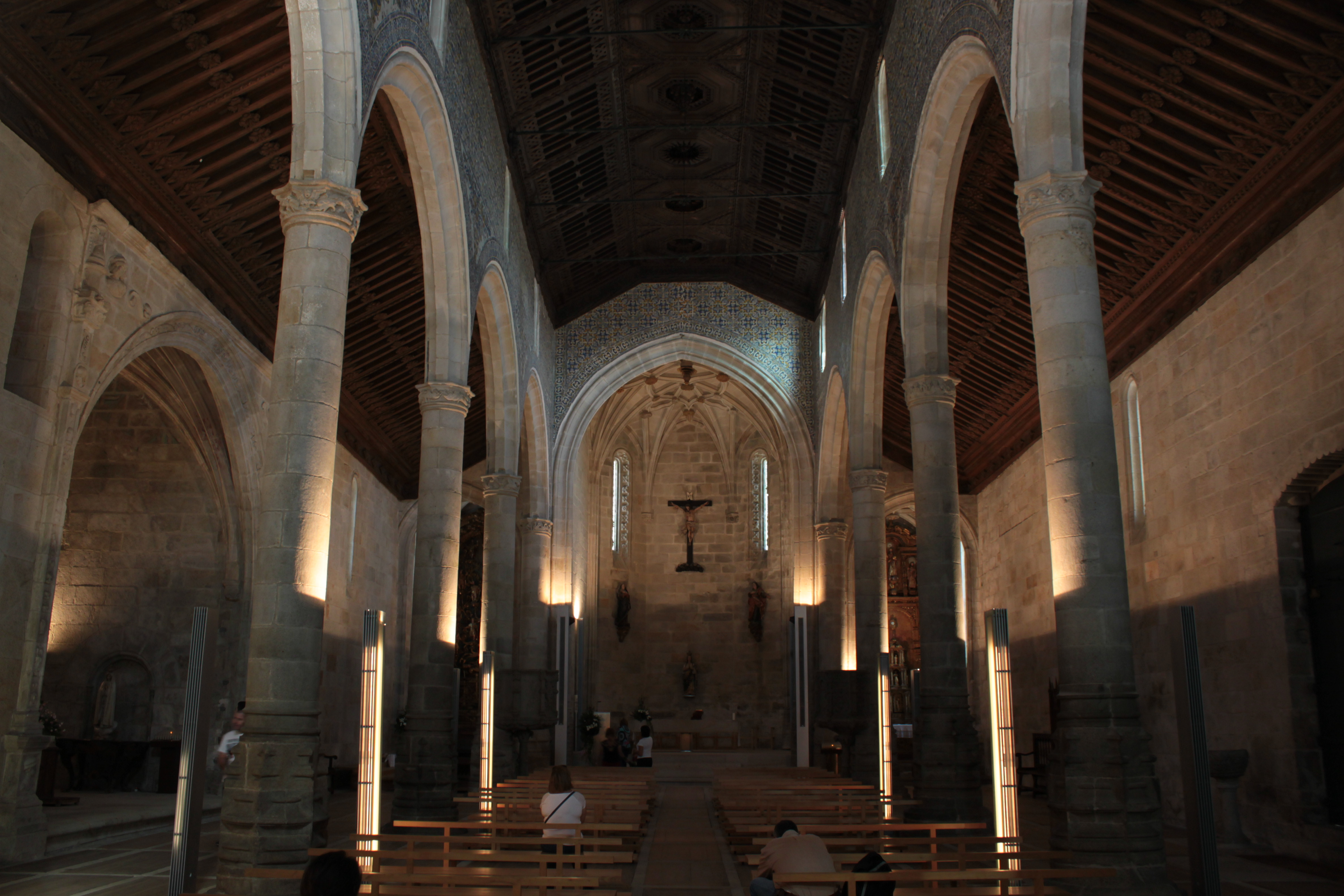
Interior de la iglesia Matriz de Caminha.

- Puente Románico de Vilar de Mouros

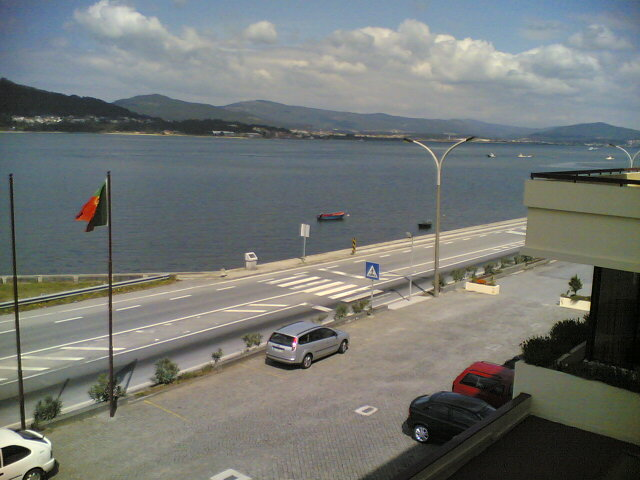
Caminha y el río Miño.

- Muralhas de Caminha
- Igreja da Misericórdia
- Casa dos Pitas

## Demografía
| Gráfica de evolución demográfica de Caminha entre 1801 y 2021 |
|                                                               |
| Datos según el nomenclátor publicado por el INE portugués.    |